# العلاقات المارشالية الموريتانية
العلاقات المارشالية الموريتانية هي العلاقات الثنائية التي تجمع بين جزر مارشال وموريتانيا.

## مقارنة بين البلدين
هذه مقارنة عامة ومرجعية للدولتين:
| وجه المقارنة                                              | جزر مارشال                     | موريتانيا                 |
| --------------------------------------------------------- | ------------------------------ | ------------------------- |
| المساحة (كم2)                                             | 181                            | 1.03 مليون                |
| عدد السكان (نسمة)                                         | 53.13 ألف                      | 4.42 مليون                |
| الكثافة السكانية (ن./كم²)                                 | 29.35 ألف                      | 4.29                      |
| العاصمة                                                   | ماجورو                         | نواكشوط                   |
| اللغة الرسمية                                             | لغة إنجليزية، اللغة المارشالية | اللغة العربية، لغة فرنسية |
| العملة                                                    | دولار أمريكي                   | أوقية موريتانية، أوقية ‏   |
| الناتج المحلي الإجمالي (بليون دولار)                      | 199.40 مليون                   | 5.02 مليار                |
| الناتج المحلي الإجمالي (تعادل القوة الشرائية) بليون دولار | 207.25 مليون                   |                           |
| الناتج المحلي الإجمالي الاسمي للفرد دولار أمريكي          | 3.38 ألف                       |                           |
| الناتج المحلي الإجمالي للفرد دولار أمريكي                 | 3.80 ألف                       | 3.91 ألف                  |
| مؤشر التنمية البشرية                                      |                                | 0.506                     |
| رمز المكالمات الدولي                                      | +692                           | +222                      |
| رمز الإنترنت                                              | .mh                            | .mr                       |
| المنطقة الزمنية                                           | ت ع م+12:00                    | 00                        |

## منظمات دولية مشتركة
يشترك البلدان في عضوية مجموعة من المنظمات الدولية، منها:
| علم المنظمة | اسم المنظمة                                 | تاريخ انضمام جزر مارشال | تاريخ انضمام موريتانيا |
| ----------- | ------------------------------------------- | ----------------------- | ---------------------- |
|             | البنك الدولي للإنشاء والتعمير               | 21 مايو 1992            | 10 سبتمبر 1963         |
|             | يونسكو                                      | 30 يونيو 1995           | 10 يناير 1962          |
|             | الاتحاد الدولي للاتصالات                    | 22 فبراير 1996          | 18 أبريل 1962          |
|             | مؤسسة التمويل الدولية                       | 23 سبتمبر 1992          | 29 ديسمبر 1967         |
|             | منظمة الشرطة الجنائية الدولية               | ?                       | ?                      |
|             | مؤسسة التنمية الدولية                       | 19 يناير 1993           | 10 سبتمبر 1963         |
|             | الأمم المتحدة                               | 17 سبتمبر 1991          | 27 أكتوبر 1961         |
|             | مجموعة دول أفريقيا والكاريبي والمحيط الهادئ | ?                       | ?                      |
|             | منظمة حظر الأسلحة الكيميائية                | ?                       | ?                      |